# Buddy Arnold

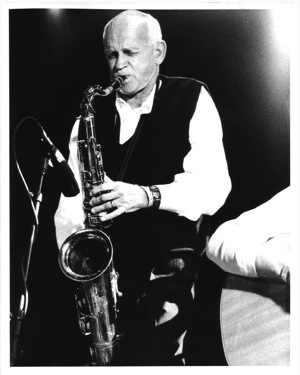
Buddy Arnold in 1994

Arnold Buddy Grishaver, beter bekend als Buddy Arnold (The Bronx, 30 april 1926 - Los Angeles, 9 november 2003) was een Amerikaanse tenorsaxofonist in de jazz.
In de jaren veertig speelde hij bij Joe Marsala en Georgie Auld. Na zijn diensttijd (1944-1946) speelde hij met Herbie Fields, Buddy Rich, George Williams en Claude Thornhill. Hij studeerde muziek en economie aan Columbia University. In 1951 ging hij weer spelen, hij toerde met Buddy DeFranco en werkte met Jerry Wald, Tex Beneke, Elliot Lawrence, Stan Kenton en Neal Hefti. In 1956 nam hij als leider een eigen plaat op voor Paramount Records, "Wailing". In de jaren erna kampte Arnold met drugsproblemen. Hij zat vanaf 1958 enige tijd in de gevangenis vanwege een poging tot inbraak. Na zijn straf speelde hij nog met Kenton en Tommy Dorsey. In de jaren tachtig zat hij jaren in de gevangenis. Na vrijlating begon hij een organisatie die musici met drugsproblemen helpt.